# Diocesi di Caffa

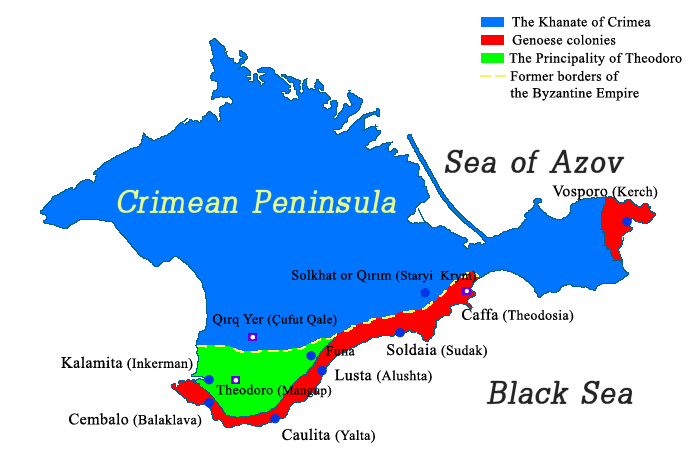
Possedimenti genovesi (colore rosso) della "Gazaria" in Crimea nel Quattrocento

La diocesi di Caffa (in latino: Dioecesis Caffena) è una sede soppressa e sede titolare della Chiesa cattolica.

## Storia
Caffa, l'antica colonia greca di Teodosia, corrispondente alla città di Feodosia nella Crimea, è un'antica sede vescovile della provincia romana della Zechia. Incerta è l'origine di questa sede greca, che non sembra apparire in nessuna Notitia Episcopatuum. Secondo Le Quien, Caffa sarebbe stata la sede della ecclesia Gotthiae, tra i cui vescovi è menzionato san Giovanni di Gotia.
Nella prima metà del XIV secolo Caffa divenne una colonia genovese ed importante centro commerciale della Repubblica. Agli inizi del 1318 papa Giovanni XXII eresse una diocesi di rito latino, suffraganea dell'arcidiocesi di Genova. Il breve di nomina del primo vescovo, Ad universalis ecclesiae, è datato, nell'edizione del Wadding, 26 febbraio 1320; si tratta probabilmente di un refuso o di un errore di lettura del manoscritto originale: infatti fra' Gerolamo è già menzionato come vescovo di Caffa in un altro breve del medesimo papa datato 18 marzo 1318.
Secondo le indicazioni riportate nel breve Ad universalis ecclesiae, la diocesi comprendeva un territorio vastissimo: «a villa de Varna in Bulgaria usque Sarey inclusive in longitudinem et a mari Pontico usque ad terran Ruthenorum in latitudinem». Successivamente altre colonie genovesi in Crimea furono sedi di diocesi: Bosporo, Cembalo, Soldaia. Cattedrale della diocesi era la chiesa di Sant'Agnese.
Primo vescovo fu fra Gerolamo, che già nel 1311 era stato consacrato vescovo missionario "ad partes Tartarorum". La città fu conquistata dagli Ottomani nel 1475 e la diocesi fu soppressa.
Dal 1933 Caffa è annoverata tra le sedi vescovili titolari della Chiesa cattolica; la sede è vacante dal 10 marzo 1978.

## Cronotassi

### Vescovi latini
- Gerolamo, O.F.M. † (prima del 18 marzo 1318 - dopo il 1º aprile 1324 deceduto)
- Matteo, O.P. † (1324 - ? deceduto)
- Taddeo, O.P. ? † (11 marzo 1334 - ? deceduto)
- Corrado, O.F.M. † (29 gennaio 1358 - ? deceduto)
- Giovanni, O.P. † (9 marzo 1377 - ? deceduto)
- Francesco di Groppo, O.Carm. † (21 luglio 1382 - ?)
- Alessandro, O.F.M. † (3 settembre 1387 - ? deceduto)
- Bartolomeo Ventura, O.P. † (27 febbraio 1391 - 29 gennaio 1398 nominato vescovo di Sugdea)
- Giovanni di Saulo, O.F.M. † (29 gennaio 1398 - 3 agosto 1403 nominato vescovo di Mondovì)
- Simone † (8 agosto 1401 - ?)
- Gerolamo † (circa 1404)
- Goffredo Cigalla, O.F.M. † (23 dicembre 1417 - ? dimesso)
- Giacomo Campora (o Canfora), O.P. † (23 gennaio 1441 - ? deceduto)[2]
- Gerolamo, O.P. † (12 settembre 1459 - ?)
- Pacomio † (17 febbraio 1469 - ?)
- Giovanni Martini † (22 giugno 1472 - ?)

### Vescovi titolari
- Giuliano †
- Giacomo Mechowski, O.Cist. † (12 novembre 1512 - ? deceduto)
- Stefano Casmuzianus, O.P. † (17 aprile 1532 - ? deceduto)
- Stanisław Falęcki, O.Cist. † (9 gennaio 1562 - 1581 deceduto)
- Francisco de Carvajal y Luna † (13 maggio 1686 - prima del 14 giugno 1690 deceduto)
- Joseph Augustin Hagendorens, C.P. † (23 marzo 1947 - 10 novembre 1959 nominato vescovo di Tshumbe)
- Eusebius John Crawford, O.P. † (1º marzo 1960 - 15 novembre 1966 nominato vescovo di Gizo)
- Efraím Basílio Krevey (Krevei), O.S.B.M. † (29 novembre 1971 - 10 marzo 1978 succeduto eparca di San Giovanni Battista di Curitiba degli Ucraini)